# Маннури, Геррит
Геррит Маннури (нидерл. Gerrit Mannoury, 17 мая 1867, Вормервер, Северная Голландия — 30 января 1956, Амстердам) — нидерландский философ и математик, профессор Амстердамского университета и коммунист, известный как центральная фигура в Значимом круге, голландском аналоге Венского кружка.

## Биография
Геррит Маннури родился 17 мая 1867 года в Вормервере и умер 30 января 1956 года в Амстердаме. 8 августа 1907 года он женился на Элизабет Марии Беркельбах ван дер Шпренкель, от которой у него родились три дочери и сын Ян Маннури. Его отец Геррит Маннури, морской капитан, умер в Китае, когда ему было три года. Он учился в Hogere Burgerschool (HBS) в Амстердаме, школу окончил в 1885 году. В том же году он получил степень преподавателя бухгалтерского учёта и механики. В 1902 году он также получил степень учителя математики. Маннури был математиком-самоучкой. Поскольку он был преподавателем, он не мог посещать занятия в Амстердамском университете. Он получал частные уроки у Дидерика Кортевега. В конце жизни, в 1946 году, он получил степень доктора математики вместе с Л. Брауэром.
Маннури был убеждённым социалистом на протяжении всей своей жизни. В 1901 году он помог основать научное бюро Социал-демократической рабочей партии (СДАП), секретарём которого он был до 1906 года. В 1909 году Маннури покинул СДАП вместе с ортодоксальной марксистской оппозицией и занял место в партийном совете недавно основанной Социал-демократической партии. После Октябрьской революции в России СДП в 1918 году переименовала себя в Коммунистическую партию Голландии (позже Коммунистическую партию Нидерландов, КПН)
Маннури начал работать в сфере начального образования в Амстердаме, Блумендале и Хелмонде. В 1910 году он начал преподавать в школе Hoogere Burger School (HBS) во Флиссингене. В 1902 году он был назначен приват-доцентом Амстердамского университета, а в 1917 году стал там профессором.
В 1932 году Маннури был исключён из Коммунистической партии за поддержку изгнанного Льва Троцкого. После этого события политическая деятельность Маннури была в основном сосредоточена на борьбе за отмену смертной казни.
Вышел в отставку в 1937 году. Он читал лекции по философии математики, механике, аналитике, начертательной и проективной геометрии.
Маннури вместе с Дидериком Кортевегом был одним из самых важных учителей Лёйтзена Эгберта Яна Брауэра в Амстердамском университете, особенно в философском отношении. Впервые названия «формализм» и «интуиционизм» в трудах Брауэра встречаются в рецензии на книгу Геррита Маннури «Methodologisches und Philosophisches zur Elementar-Mathematik» («Методологические и философские заметки по элементарной математике») 1909 года. Двумя другими нидерландскими учёными, которых он вдохновил, были философ и логик Эверт В. Бет и психолог Адриан де Гроот.

## Философия
Главными вдохновителями Маннури были Г.В.Ф. Гегель, Г. Болланд и Ф. Г. Брэдли. Его также вдохновляли работы Фридриха Ницше, Баруха Спинозы, французского математика-философа науки Анри Пуанкаре и английский позитивизм Бертрана Рассела. Маннури сочетал логико-математический образ мышления с глубоким проникновением в человеческую душу.

## Публикации
Маннури был плодовитым и разносторонним писателем, публиковавшим книги, статьи, обзоры и брошюры:
- 1903. Over de beteekenis der wiskundige logica voor de philosophie
- 1907. Het Boeddhisme: Overzicht van leer en geschiedenis
- 1909. Methodologisches und Philosophisches zur Elementar-Mathematik
- 1910. Methodologiese aantekeningen over het dubbel-boekhouden
- 1917. Over de betekenis van de wiskundige denkvorm, Inaugural lecture held at the University of Amsterdam, 8 Oct 1917.
- 1919. Wiskunst, filosofie en socialisme: overdrukken
- 1925. Mathesis en mystiek: Een signifiese studie van kommunisties standpunt
- 1927. Willen en weten: overdrukken
- 1930. Heden is het keerpunt: een onuitgesproken verdedigingsrede
- 1931. Woord en gedachte: een inleiding tot de signifika, inzonderheid met het oog op het onderwĳs in de wiskunde
- 1938. Zur Enzyklopädie der Einheitswissenschaft. Vorträge, with Otto Neurath, E. Brunswik, C. Hull, and J. Woodger.
- 1946. Relativisme en dialektiek: schema ener filosofisch-sociologische grondslagenleer
- 1947. Les fondements psycho-linguistiques des mathématiques
- 1947. Handboek der analytische significa, deel I: Geschiedenis der begripskritiek
- 1948. Handboek der analytische significa, deel II: Hoofdbegrippen en methoden der significa: Ontogenese en fylogenese van het verstandshoudingsapparaat
- 1948. De dood als zegepraal : opstellen over de massa-edukatieve zĳde van het doodstrafprobleem
- 1949. Signifika: een inleiding
- 1953, Polairpsychologische begripssynthese